# Ricote

Vị trí của Ricote ở Murcia.

Ricote là một đô thị ở cộng đồng tự trị Murcia. Đô thị này có dân số 1.509 (2004) và diện tích 87,7 km².